# Nephrotoma daisensis
Nephrotoma daisensis är en tvåvingeart som beskrevs av Alexander 1935. Nephrotoma daisensis ingår i släktet Nephrotoma och familjen storharkrankar. Inga underarter finns listade i Catalogue of Life.